# Manitoba Highway 6

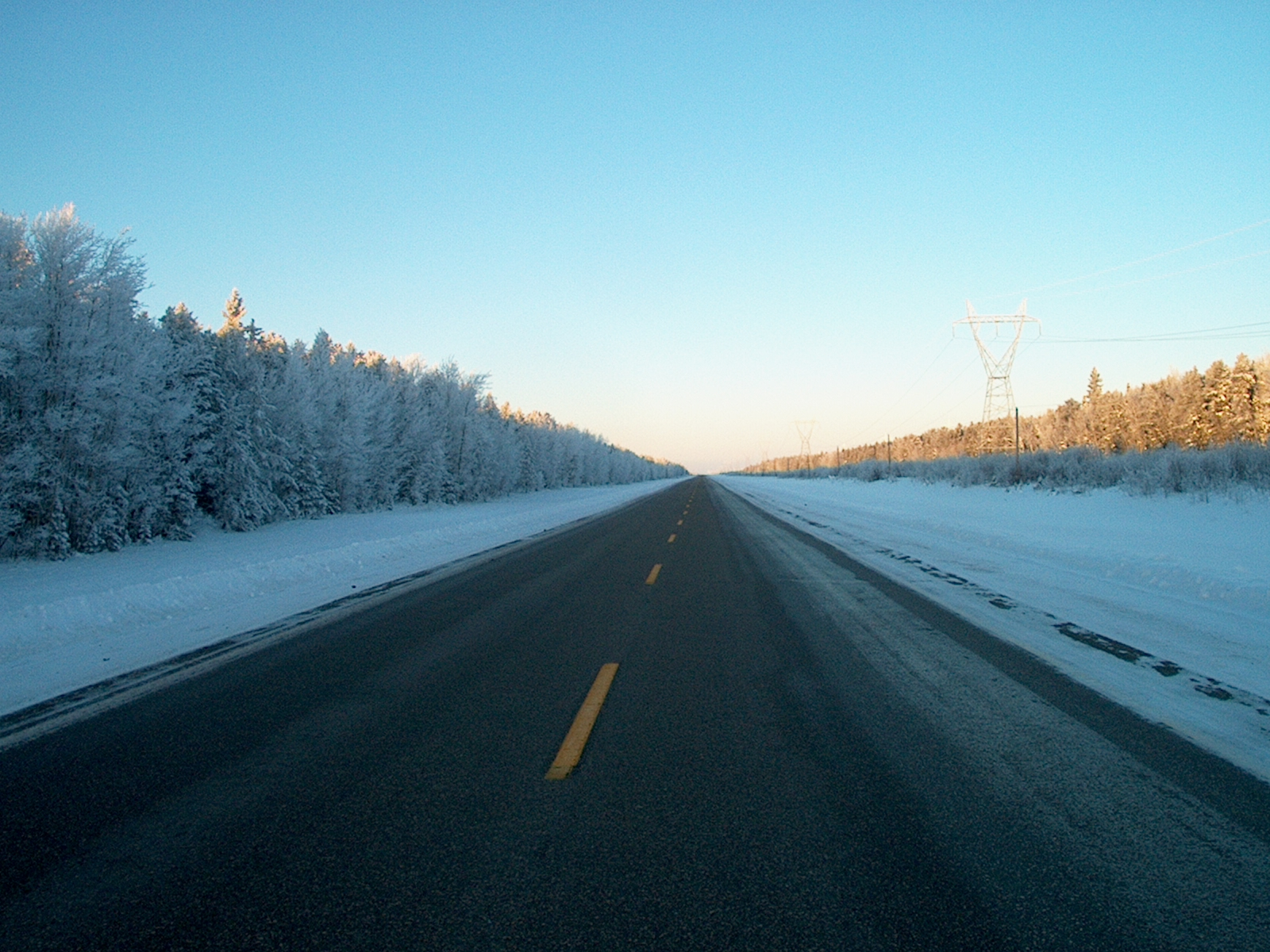
Highway 6 nördlich von Grand Rapids

Der Manitoba Highway 6 (MB6) in der kanadischen Provinz Manitoba ist ein Highway, der Winnipeg mit dem hohen Norden verbindet. Er endet an der Stadt Thompson und hat eine Länge von 732 km. Die Strecke ist Bestandteil des National Highway Systems, dort dient die Route als Feeder-Route.
Ein Teil der so genannten Northern Woods and Water Route, einer touristischen Route die durch die vier westlichen Provinzen Kanadas führt, folgt streckenweisen dem Highway 6.

## Verlauf
Der Highway beginnt im Nordwesten der Provinzhauptstadt Winnipeg am Perimeter-Highway, der Ringstraße um Winnipeg. Er führt zunächst in nordwestlicher Richtung an den Lake Manitoba. Die Strecke führt östlich am See vorbei und geht ab Oak Point in nördliche Richtung. In Eriksdale zweigt Highway 68 in östlicher Richtung ab, der zum Lake Winnipeg hin führt. Die Strecke verläuft weiter nach Norden hin durch die Stadt Grand Rapids, sie führt damit zwischen den großen Seen Manitobas hindurch. Mit den Highways 60 südlich und 39 nördlich von Grand Rapids bestehen Verbindungen zum parallel führenden Highway 10. Ab Highway 39 führt die Strecke nach Nordosten hin und endet in Thompson.